# Vysšaja Liga 1991
La Vysšaja Liga è stata la 55ª edizione della massima serie del campionato sovietico di calcio, disputato tra il 10 marzo e il 2 novembre 1991 e concluso con la vittoria del CSKA Mosca, al suo settimo titolo. 
Capocannoniere del torneo è stato Igor' Kolyvanov (Dinamo Mosca) con 18 reti.

## Stagione

### Formula
Il numero di squadre partecipanti venne portato a 16, con l'inclusione delle prime tre classificate della precedente stagione della Pervaja Liga e della vincitrice dello spareggio promozione-retrocessione.

### Avvenimenti
Vincendo le prime sei gare, il CSKA Mosca ottenne immediatamente il comando della classifica venendo tallonato dallo Spartak Mosca, che alla vigilia dello scontro diretto del 29 aprile contava due punti di svantaggio. Vincendo l'incontro per 2-0 lo Spartak raggiunse quindi i rivali, ma un pareggio a Odessa nell'undicesimo turno permise al CSKA di riprendere il comando della classifica. Concluso il giorne di andata con tre punti di vantaggio sugli avversari, subito dopo il giro di boa il CSKA rimase a secco di vittorie, perdendo anche lo scontro diretto contro lo Spartak Mosca in programma l'11 luglio; a cinque gare della conclusione del campionato lo Spartak completò la propria rimonta ma, perdendo tre delle ultime quattro partite lasciò definitivamente il via libera al CSKA che poté assicurarsi il titolo con una gara di anticipo.
Lo scioglimento dell'Unione Sovietica, avvenuto poche settimane dopo la conclusione del torneo, comportò l'iscrizione delle squadre partecipanti ai campionati delle nuove nazioni di appartenenza, annullando di fatto le retrocessioni. Le squadre qualificatesi per le coppe europee mantennero inalterati i propri diritti rappresentando la Russia, la quale aveva ereditato i titoli sportivi dall'Unione Sovietica; una speciale wild card UEFA riconobbe al Čornomorec' l'accesso alla Coppa delle Coppe come prima vincitrice della Coppa d'Ucraina, liberando un posto in zona UEFA per la Dinamo Mosca.

## Squadre partecipanti
| Club                | Stagione | Repubblica     | Città          | Stadio                                                                    | Stagione precedente          |
| ------------------- | -------- | -------------- | -------------- | ------------------------------------------------------------------------- | ---------------------------- |
| Ararat              | dettagli | RSS Armena     | Erevan         | Stadio Hrazdan                                                            | 7° in Vysšaja Liga           |
| Čornomorec'         | dettagli | RSS Ucraina    | Odessa         | Stadio Centrale ChMP                                                      | 9° in Vysšaja Liga           |
| CSKA Mosca          | dettagli | RSFS Russa     | Mosca          | Stadio CSKA (1ª-6ª) Stadio Centrale Lenin (7ª-26ª)                        | 2° in Vysšaja Liga           |
| Dinamo Kiev         | dettagli | RSS Ucraina    | Kiev           | Stadio Dinamo                                                             | Campione dell'URSS           |
| Dinamo Minsk        | dettagli | RSS Bielorussa | Minsk          | Stadio Dinamo                                                             | 12° in Vysšaja Liga          |
| Dinamo Mosca        | dettagli | RSFS Russa     | Mosca          | Stadio CSKA (1ª, 4ª-6ª) Stadio Centrale Lenin (2ª) Stadio Dinamo (9ª-28ª) | 3° in Vysšaja Liga           |
| Dnepr               | dettagli | RSS Ucraina    | Dnipropetrovsk | Stadio Meteor                                                             | 6° in Vysšaja Liga           |
| Lokomotiv Mosca     | dettagli | RSFS Russa     | Mosca          | Stadio CSKA (3ª-4ª) Lokomotiv Stadium (7ª-30ª)                            | 4° in Pervaja Liga           |
| Metalist            | dettagli | RSS Ucraina    | Charkiv        | Stadio Metalist                                                           | 11° in Vysšaja Liga          |
| Metalurh Zaporižžja | dettagli | RSS Ucraina    | Zaporižžja     | Stadio Centrale Metallurg                                                 | 3° in Pervaja Liga           |
| SKA Pamir           | dettagli | RSS Tagika     | Dušanbe        | Stadio Pamir                                                              | 10° in Vysšaja Liga          |
| Paxtakor            | dettagli | RSS Uzbeka     | Tashkent       | Stadio centrale Paxtakor                                                  | 2° in Pervaja Liga           |
| Šachtar             | dettagli | RSS Ucraina    | Donec'k        | Stadio Šachtar                                                            | 8° in Vysšaja Liga           |
| Spartak Mosca       | dettagli | RSFS Russa     | Mosca          | Stadio CSKA (1ª-6ª) Stadio Centrale Lenin (8ª-26ª)                        | 5° in Vysšaja Liga           |
| Spartak Vladikavkaz | dettagli | RSFS Russa     | Vladikavkaz    | Stadio repubblicano Spartak                                               | Vincitore della Pervaja Liga |
| Torpedo Mosca       | dettagli | RSFS Russa     | Mosca          | Stadio Torpedo                                                            | 4° in Vysšaja Liga           |

## Allenatori e primatisti
| Squadra             | Allenatore                                                                            | Calciatore più presente                              | Cannoniere                                |
| ------------------- | ------------------------------------------------------------------------------------- | ---------------------------------------------------- | ----------------------------------------- |
| Ararat              | Armenak Sarkisyan                                                                     | Yervand Sukiasyan (30)                               | Karen Markosyan (8)                       |
| Čornomorec'         | Viktor Prokopenko                                                                     | Il'ja Cymbalar', Viktor Hryshko Jurij Nykyforov (30) | Yuriy Sak (7)                             |
| CSKA Mosca          | Pavel Sadyrin                                                                         | Oleg Sergeev, Valerij Brošin (30)                    | Dmitrij Kuznecov (12)                     |
| Dinamo Kiev         | Anatolij Puzač                                                                        | Stepan Betsa (29)                                    | Oleg Salenko (14)                         |
| Dinamo Minsk        | Ėduard Malafeeŭ (1ª-7ª) Michail Verhejenka (8ª-30ª)                                   | Valery Vyalichka, Audrius Žuta (30)                  | Valery Vyalichka (9)                      |
| Dinamo Mosca        | Semen Al'tman (1ª-4ª) Valerij Gazzaev (5ª-30ª)                                        | Viktor Losev (29)                                    | Igor' Kolyvanov (18)                      |
| Dnepr               | Jevhen Kučerevs'kyj                                                                   | Valerij Horodov (30)                                 | Vladimir Lebed' (6)                       |
| Lokomotiv Mosca     | Valeriy Filatov                                                                       | Aleksandr Smirnov (27)                               | Heorhij Kandrac'eŭ (7)                    |
| Metalist            | Leonid Tkachenko                                                                      | Ivan Panchyshyn (27)                                 | Guram Adžoev (6)                          |
| Metalurh Zaporižžja | Igor Nadein                                                                           | Ihor Nakonechnyi (30)                                | Oleksandr Pryzetko (8)                    |
| SKA Pamir           | Sharif Nazarov                                                                        | Vasilij Postnov (30)                                 | Mūḩsin Muḩammadiev (7)                    |
| Paxtakor            | Fyodor Novikov (1ª-3ª, 5ª-17ª) Ahrol Inoyatov (4ª, 18ª-29ª) Alexander Tarkhanov (30ª) | Gennadij Denisov, Igor' Škvyrin (30)                 | Igor' Škvyrin (14)                        |
| Šachtar             | Valerij Jaremčenko                                                                    | Serhij Jaščenko (30)                                 | Serhij Ščerbakov, Aleksej Kobozev (7)     |
| Spartak Mosca       | Oleg Romancev                                                                         | Stanislav Čerčesov, Dimitrij Popovič (30)            | Aleksandr Mostovoj, Dmitrij Radčenko (30) |
| Spartak Vladikavkaz | Valerij Gazzaev (1ª-4ª) Nikolay Khudiyev (5ª-20ª) Ruslan Khadartsev (21ª-30ª)         | Zaur Chapov (30)                                     | Nazim Süleymanov (13)                     |
| Torpedo Mosca       | Valentin Ivanov (1ª-24ª) Yevgeni Skomorokhov (25ª-30ª)                                | Gennadij Grišin (30)                                 | Jurij Tiškov (8)                          |

## Classifica finale
|  | Pos. | Squadra             | Pt | G  | V  | N  | P  | GF | GS | DR  |
|  | ---- | ------------------- | -- | -- | -- | -- | -- | -- | -- | --- |
|  | 1.   | CSKA Mosca          | 43 | 30 | 17 | 9  | 4  | 57 | 32 | +25 |
|  | 2.   | Spartak Mosca       | 41 | 30 | 17 | 7  | 6  | 57 | 30 | +27 |
|  | 3.   | Torpedo Mosca       | 36 | 30 | 13 | 10 | 7  | 36 | 20 | +26 |
|  | 4.   | Čornomorec'         | 36 | 30 | 10 | 16 | 4  | 39 | 24 | +15 |
|  | 5.   | Dinamo Kiev         | 35 | 30 | 13 | 9  | 8  | 43 | 34 | +9  |
|  | 6.   | Dinamo Mosca        | 31 | 30 | 12 | 7  | 11 | 43 | 42 | +1  |
|  | 7.   | Ararat              | 29 | 30 | 11 | 7  | 12 | 29 | 36 | -7  |
|  | 8.   | Dinamo Minsk        | 29 | 30 | 9  | 11 | 10 | 29 | 31 | -2  |
|  | 9.   | Dnepr               | 28 | 30 | 9  | 10 | 11 | 31 | 36 | -5  |
|  | 10.  | SKA Pamir           | 27 | 30 | 7  | 13 | 10 | 28 | 32 | -4  |
|  | 11.  | Spartak Vladikavkaz | 26 | 30 | 9  | 8  | 13 | 33 | 41 | -8  |
|  | 12.  | Šachtar             | 26 | 30 | 6  | 14 | 10 | 33 | 41 | -8  |
|  | 13.  | Metalurh Zaporižžja | 25 | 30 | 9  | 7  | 14 | 27 | 38 | -11 |
|  | 14.  | Paxtakor            | 25 | 30 | 9  | 7  | 14 | 37 | 45 | -8  |
|  | 15.  | Metalist            | 25 | 30 | 8  | 9  | 13 | 32 | 43 | -11 |
|  | 16.  | Lokomotiv Mosca     | 18 | 30 | 5  | 7  | 17 | 18 | 47 | -29 |

Legenda:

         Campione dell'URSS 1991 e qualificata in UEFA Champions League 1992-1993
         Vincitrice della Coppa dell'URSS e qualificata in Coppa delle Coppe 1992-1993
         Qualificate in Coppa UEFA 1992-1993
Regolamento:
Due punti a vittoria, uno a pareggio, zero a sconfitta.
In caso di arrivo di due o più squadre a pari punti, la graduatoria verrà stilata secondo la classifica avulsa tra le squadre interessate che prevede, in ordine, i seguenti criteri:
- Numero di vittorie ottenute.
- Punti negli scontri diretti.
- Differenza reti negli scontri diretti.
- Differenza reti generale.
- Reti realizzate in generale.
- Sorteggio.

Questi criteri non vengono applicati in caso di arrivo in testa di due o più squadre a pari punti, per cui sarebbe stato disputato uno spareggio.
Note:
CSKA Mosca, Spartak Mosca, Torpedo Mosca, Dinamo Mosca, Spartak Vladikavkaz e Lokomotiv Mosca qualificate in Vysšaja Liga 1992.
Čornomorec', Dinamo Kiev, Dnipro, Šachtar, Metalurh Zaporižžja e Metalist qualificate in Vyšča Liha 1992.
Ararat qualificato in Bardsragujn chumb 1992.
Dinamo Minsk qualificata in Vyšėjšaja Liha 1992.
SKA-Pamir Dušanbe fonda la Tajik League 1992.
Paxtakor fonda la Olij Liga 1992.

### Squadra campione
| Formazione tipo | Giocatori (presenze)    |
| --- | ----------------------- |
| Charin Bystrov Galjamin Kolotovkin Fokin Kuznecov Brošin Tatarčuk Korneev Sergeev Kolesnikov | Dmitrij Charin (11)     |
| Charin Bystrov Galjamin Kolotovkin Fokin Kuznecov Brošin Tatarčuk Korneev Sergeev Kolesnikov | Dmitrij Bystrov (21)    |
| Charin Bystrov Galjamin Kolotovkin Fokin Kuznecov Brošin Tatarčuk Korneev Sergeev Kolesnikov | Dmitrij Galjamin (21)   |
| Charin Bystrov Galjamin Kolotovkin Fokin Kuznecov Brošin Tatarčuk Korneev Sergeev Kolesnikov | Sergej Kolotovkin (25)  |
| Charin Bystrov Galjamin Kolotovkin Fokin Kuznecov Brošin Tatarčuk Korneev Sergeev Kolesnikov | Sergej Fokin (25)       |
| Charin Bystrov Galjamin Kolotovkin Fokin Kuznecov Brošin Tatarčuk Korneev Sergeev Kolesnikov | Dmitrij Kuznecov (29)   |
| Charin Bystrov Galjamin Kolotovkin Fokin Kuznecov Brošin Tatarčuk Korneev Sergeev Kolesnikov | Valerij Brošin (30)     |
| Charin Bystrov Galjamin Kolotovkin Fokin Kuznecov Brošin Tatarčuk Korneev Sergeev Kolesnikov | Vladimir Tatarčuk (24)  |
| Charin Bystrov Galjamin Kolotovkin Fokin Kuznecov Brošin Tatarčuk Korneev Sergeev Kolesnikov | Igor' Korneev (29)      |
| Charin Bystrov Galjamin Kolotovkin Fokin Kuznecov Brošin Tatarčuk Korneev Sergeev Kolesnikov | Michail Kolesnikov (28) |
| Charin Bystrov Galjamin Kolotovkin Fokin Kuznecov Brošin Tatarčuk Korneev Sergeev Kolesnikov | Oleg Sergeev (30)       |
| Altri giocatori: Oleg Maljukov (19), Valerij Masalitin (18), Sergej Dmitrev (16), Michail Erëmin (15), Vasilij Ivanov (15), Valerij Min'ko (8), Viktar Janušėŭski (8), Aleksandr Guteev (6), Aleksandr Grišin (5), Il'šat Fajzulin (3), Dmitrij Karsakov (1), Lev Matveijev (1). |                         |

## Statistiche

### Squadre

#### Capoliste solitarie
|    | —— | —— | ——         | ——         | ——         | ——         | —— | ——   | ——  | ——         | ——         | ——         | ——         | ——         | ——         | ——         | ——         | ——         | ——         | ——         | ——         | ——         | ——  | ——      | ——      | ——  | ——   | ——   | ——   | —— |  |
|    |    |    | CSKA Mosca | CSKA Mosca | CSKA Mosca | CSKA Mosca |    | CSKA |     | CSKA Mosca | CSKA Mosca | CSKA Mosca | CSKA Mosca | CSKA Mosca | CSKA Mosca | CSKA Mosca | CSKA Mosca | CSKA Mosca | CSKA Mosca | CSKA Mosca | CSKA Mosca | CSKA Mosca |     | Spartak | Spartak |     | CSKA | CSKA | CSKA |    |  |
|    |    |    |            |            |            |            |    |      |     |            |            |            |            |            |            |            |            |            |            |            |            |            |     |         |         |     |      |      |      |    |  |
|    |    |    |            |            |            |            |    |      |     |            |            |            |            |            |            |            |            |            |            |            |            |            |     |         |         |     |      |      |      |    |  |
| 1ª | 2ª | 3ª | 4ª         | 5ª         | 6ª         | 7ª         | 8ª | 9ª   | 10ª | 11ª        | 12ª        | 13ª        | 14ª        | 15ª        | 16ª        | 17ª        | 18ª        | 19ª        | 20ª        | 21ª        | 22ª        | 23ª        | 24ª | 25ª     | 26ª     | 27ª | 28ª  | 29ª  | 30ª  |    |  |

### Classifiche di rendimento
| Andata              | Andata | Ritorno             | Ritorno |
|                     |        |                     |         |
| CSKA Mosca          | 24     | Čornomorec'         | 22      |
| Spartak Mosca       | 21     | Torpedo Mosca       | 21      |
| Šachtar             | 17     | Spartak Mosca       | 20      |
| Dnipro              | 16     | Dinamo Kiev         | 20      |
| Ararat              | 15     | CSKA Mosca          | 19      |
| Dinamo Minsk        | 15     | Dinamo Mosca        | 18      |
| Torpedo Mosca       | 15     | Paxtakor            | 15      |
| Dinamo Kiev         | 15     | Ararat              | 14      |
| SKA-Pamir Dušanbe   | 15     | Dinamo Minsk        | 14      |
| Metalist            | 14     | Spartak Vladikavkaz | 14      |
| Čornomorec'         | 14     | SKA-Pamir Dušanbe   | 12      |
| Dinamo Mosca        | 13     | Dnipro              | 12      |
| Metalurh Zaporižžja | 13     | Metalurh Zaporižžja | 12      |
| Spartak Vladikavkaz | 12     | Metalist            | 11      |
| Lokomotiv Mosca     | 11     | Šachtar             | 9       |
| Paxtakor            | 10     | Lokomotiv Mosca     | 7       |

| Casa                | Casa | Trasferta           | Trasferta |
|                     |      |                     |           |
| CSKA Mosca          | 25   | CSKA Mosca          | 18        |
| Spartak Mosca       | 24   | Spartak Mosca       | 17        |
| Ararat              | 24   | Torpedo Mosca       | 17        |
| Metalurh Zaporižžja | 22   | Čornomorec'         | 16        |
| Dinamo Kiev         | 20   | Dinamo Kiev         | 15        |
| Dinamo Mosca        | 20   | Dinamo Minsk        | 11        |
| Dinamo Minsk        | 20   | Dnipro              | 10        |
| SKA-Pamir Dušanbe   | 20   | Šachtar             | 10        |
| Paxtakor            | 20   | Dinamo Minsk        | 9         |
| Čornomorec'         | 20   | Metalist            | 9         |
| Torpedo Mosca       | 19   | Spartak Vladikavkaz | 8         |
| Dnipro              | 18   | SKA-Pamir Dušanbe   | 7         |
| Spartak Vladikavkaz | 18   | Ararat              | 5         |
| Šachtar             | 16   | Paxtakor            | 5         |
| Metalist            | 16   | Lokomotiv Mosca     | 4         |
| Lokomotiv Mosca     | 14   | Metalurh Zaporižžja | 3         |

#### Primati stagionali
Squadre
- Maggior numero di vittorie: CSKA Mosca, Spartak Mosca (17)
- Minor numero di sconfitte: CSKA Mosca (4)
- Miglior attacco: CSKA Mosca, Spartak Mosca (57)
- Miglior difesa: Torpedo Mosca (20)
- Miglior differenza reti: Spartak Mosca (+27)
- Maggior numero di pareggi: Čornomorec' (16)
- Minor numero di vittorie: Lokomotiv Mosca (5)
- Maggior numero di sconfitte: Lokomotiv Mosca (17)
- Peggiore attacco: Lokomotiv Mosca (18)
- Peggior difesa: Lokomotiv Mosca (47)
- Peggior differenza reti: Lokomotiv Mosca (-29)

Partite
- Più gol (8):

Spartak Mosca-Dinamo Mosca 7-1, 14 settembre 1991;
Dinamo Mosca-Dnipro 6-2, 5 ottobre 1991.

### Individuali

#### Classifica marcatori
| Gol | Rigori |  | Giocatore          | Squadra             |
| --- | ------ |  | ------------------ | ------------------- |
| 18  | 4      |  | Igor' Kolyvanov    | Dinamo Mosca        |
| 14  | 8      |  | Oleg Salenko       | Dinamo Kiev         |
| 14  | 2      |  | Igor' Škvyrin      | Paxtakor            |
| 13  | 5      |  | Aleksandr Mostovoj | Spartak Mosca       |
| 13  |        |  | Dmitrij Radčenko   | Spartak Mosca       |
| 13  | 2      |  | Nazim Süleymanov   | Spartak Vladikavkaz |
| 12  | 7      |  | Dmitrij Kuznecov   | CSKA Mosca          |
| 10  | 1      |  | Igor' Korneev      | CSKA Mosca          |
| 10  | 3      |  | Andrej Pjatnickij  | Paxtakor            |
| 9   | 2      |  | Andrej Kobelev     | Dinamo Mosca        |
| 9   | 2      |  | Viktor Leonenko    | Dinamo Mosca        |
| 9   |        |  | Oleg Sergeev       | CSKA Mosca          |
| 9   |        |  | Valery Vyalichka   | Dinamo Minsk        |

### Arbitri
Di seguito è indicata, in ordine alfabetico, la lista dei 36 arbitri che presero parte alla Vysšaja Liga 1991. Tra parentesi è riportato il numero di incontri diretti.
- Sergei Anokhin (3)
- Viktor Arygin (2)
- Valeriy Avdysh (3)
- Pogos Balian (3)
- Taras Bezubyak (8)
- Andreij Budogoskij (1)
- Andreij Butenko (12)
- Valeri Butenko (12)
- Jurij Čebotarev (1)
- Vladimir Čečoev (6)
- Nikolaij Egorov (3)
- Viktor Filippov (10)
- Aleksandr Gorin (10)
- Stepa Gevorkyan (1)
- Izrail Gurman (11)
- Jarosław Hrysio (6)
- Lom-Ali Ibragimov (3)
- Evgenij Kanana (3)

- Yuri Khlopotnov (1)
- Sergei Khusainov (10)
- Aleksandr Kirillov (10)
- Pëtr Kobychik (5)
- Aleksandr Kulakov (2)
- Valentin Kupryaškin (3)
- Nikolaj Levnikov (12)
- Anatolij Malyarov (9)
- Voldemar Medvedskij (7)
- Vladimir Ovchinnikov (9)
- Volodymyr Pianykh (9)
- Rustam Ragimov (6)
- Jurij Savčenko (10)
- Vladimir Sharoyan (14)
- Aleksej Spirin (12)
- Ivan Timošenko (10)
- Vladimir Tukhovskij  (2)
- Vadzim Žuk (12)